# El Morro Valley
El Morro Valley es un lugar designado por el censo ubicado en el condado de Cíbola en el estado estadounidense de Nuevo México. En el Censo de 2020 tenía una población de 30 habitantes y una densidad poblacional de 1,17 habitantes por km². Fue incluido como CDP en el censo de 2020.

## Geografía
El Morro Valley se encuentra ubicado en las coordenadas 35°02′10″N 108°19′21″O / 35.03611, -108.32250. Según la Oficina del Censo de los Estados Unidos,  tiene una superficie total de 25,73 km², todos correspondientes a tierra firme.